# Katolička Crkva i kloniranje ljudi
Katolička Crkva službeno se protivi kloniranju ljudi i smatra ga nemoralnim i teškim grijehom, jer smatra da svaki čovjek ima pravo biti začet prirodnim spolnim činom ljubavi oca i majke, ima pravo na ljudska prava i dostojanstvo čovjeka.
Kloniranjem ljudi nastaje novo ljudsko biće bez spolnog odnosa slično kao i kod umjetne oplodnje. Time se narušava pravo djeteta da bude začeto spolnim odnosom u braku. Crkva smatra, da se kloniranjem negira, da je svako ljudsko biće Božji dar i da nitko nema pravo na dijete pod svaku cijenu. Kloniranjem se gleda na ljude kao na objekte koje se može i uništiti prema kvalitetama i osobinama koje imaju ili nemaju. Odluka o životu ili smrti klonirane osobe ovisi o onome tko je klonirao. Kloniranjem su moguće mnoge neprirodne pojave poput toga da dijete nema oca, da dijete bude blizanka svoje majke ili kćer od bake. 
Stav Katoličke Crkve je, da klonirana osoba također ima dušu i premda je osoba klon, svejedno je individualna ljudska osoba s jedinstvenom dušom i ima pravo na ljudska prava kao i svi drugi. Crkva vjeruje, da ljudska duša ne može nastati kloniranjem, već samo tijelo nastaje kloniranjem, a dušu udahnjuje Bog (duša ne može nastati ni spolnim putem preko roditelja ni umjetnom oplodnjom već samo neposredno stvaranjem od Boga). Premda je kloniranje nemoralno, ako netko nastane kao rezultat kloniranja ima pravo na dostojanstvo, poštovanje i ljudska prava. Crkva se protivi proizvodnji klonova za eksperimentiranje u medicini i tzv. terapeutsko kloniranje, jer većina takvih klonova bude uništena nakon pokusa. Protivi se i usmrćivanju klonova koji imaju genetske poremećaje. 